# Kõidama
Kõidama är en ort i Estland. Den ligger i Suure-Jaani kommun och landskapet Viljandimaa, i den centrala delen av landet, 110 km söder om huvudstaden Tallinn. Kõidama ligger 87 meter över havet och antalet invånare är 191.
Terrängen runt Kõidama är platt. Runt Kõidama är det glesbefolkat, med 16 invånare per kvadratkilometer. Närmaste större samhälle är Suure-Jaani, 1,8 km väster om Kõidama. I omgivningarna runt Kõidama växer i huvudsak blandskog.